# Heteragrion aurantiacum
Heteragrion aurantiacum – gatunek ważki z rodziny Heteragrionidae. Występuje na terenie Ameryki Południowej.